# 4A Games
4A Games is een Oekraïens computerspelontwikkelaar gevestigd in Sliema, Malta. 4A Games is bekend van de spellen Metro 2033 en Metro: Last Light.

## Geschiedenis
Het bedrijf is opgericht in 2006 in Kiev, Oekraïne en werd gevormd door voormalige medewerkers van GSC Game World een jaar voor S.T.A.L.K.E.R.: Shadow of Chernobyl uitgebracht werd. Noemenswaardige namen zijn Oles Shyskovtsov en Oleksandr Maksymchuk, de programmeurs die gewerkt hebben aan het ontwikkelen van de X-Ray Engine die gebruikt is in de S.T.A.L.K.E.R. series.
Nadien hebben ze, met hun verzamelde kennis, aan hun 4A Engine gewerkt en werden ze Hoofd van de technische afdeling bij 4A Games.
In mei 2014 verplaatste de studio naar Malta, wegens de toenemende spanningen in Oekraïne door de Russisch-Oekraïense Oorlog.

## Ontwikkelde spellen
| Release | Titel             | Platform                                      |
| ------- | ----------------- | --------------------------------------------- |
| 2010    | Metro 2033        | Windows, Xbox 360                             |
| 2013    | Metro: Last Light | Linux, OS X, PlayStation 3, Windows, Xbox 360 |
| 2014    | Metro Redux       | Linux, PlayStation 4, Windows, Xbox One       |
| 2017    | Artika.1          | Oculus VR                                     |
| 2018    | Metro Exodus      | PlayStation 4, Windows, Xbox One              |